# パトリア (七尾市)
パトリア（英語: PATRIA）は、石川県七尾市御祓町にある複合商業施設である。1995年（平成7年）4月29日、都市再開発法に基づき、七尾駅前市街地再開発事業として旧ユニー七尾店などの跡地に開店した（建物竣工は前日の4月28日）。石川県道132号七尾港線を挟んで隣接する商業施設「ミナ.クル」とともに七尾駅周辺地区の中核施設である。株式会社創生ななおが指定管理者として施設を運営している。施設名の「パトリア」は「故郷」を意味するイタリア語である。
3階には七尾市役所健康福祉部と社会福祉協議会が、4階と5階には生涯学習施設の「フォーラム七尾」を併設している。
従来は特定のタクシー乗り場がなく、往来の多い通沿いにタクシーが停車して乗降していたが危険だったため、同館1階の屋内駐輪場の一画を改装して2台分のタクシー乗り場を設置して2011年（平成23年）2月24日から利用を開始している。

## 歴史

### ユニー時代
開業当初の核テナントは、総合GMS企業であるユニーが運営するユニー（ピアゴ）七尾店と、副核テナントとして、大和のギフトショップであるパトリア大和、その他専門店街で構成されていた。パトリア大和は売場面積は約1,210m2。ユニー七尾店は開業時、能登地方最大の食料品売場を持つ店舗であった。七尾市や地元企業や地権者が出資した「七尾都市開発株式会社」が施設を所有・運営を行っていた。
2015年（平成27年）10月、ユニーは七尾都市開発に2017年（平成29年）4月以降の契約更新をしないことを通知し、同社の2016年（平成28年）5月の取締役会を経て、2017年2月12日での閉店が正式に決まった。

### カジマート時代
ユニー撤退後の食料品売場の核テナントに株式会社鍜治商店（石川県河北郡津幡町）が展開する「カジマート」の出店が決まり、2017年（平成29年）4月29日にカジマート七尾パトリア店としてオープンした。

### 運営会社の破産
カジマートが出店したものの、七尾市を含む能登地方の人口減少や能登有料道路の無料化に伴い競合店との競争が激化したことにより、来客数の減少に歯止めがかからなかった。また、ユニー撤退によって賃料収入が減少し、七尾都市開発の債務返済が滞ってきた。
2019年（平成31年）になると、金融機関の追加融資も困難となり、七尾市も債務への公費投入を明確に否定した。このような状況を受けて負債約18億円の返済の見込みがまったくなくなったことから、2月15日の取締役会で破産手続申請を決定し承認した。
同社の従業員は同日付で解雇、同年2月26日に金沢地方裁判所七尾支部へ破産を申請、3月3日に営業を終了すると発表した。
しかし、退去期限が3月15日に設定されたことにより各テナントから「急すぎる」と反発、これを受け営業終了日をゴールデンウィーク最終日の5月6日に延期することになった。

### 再生へ
債務については破産処理で対応する一方、再生の障害となっていた複雑な権利関係については、2019年（令和元年）12月にパトリアの土地建物を七尾市が約4,000万円で取得したことで整理された。
取得とあわせて「のと蘭ノ国」を運営する株式会社七尾フラワーパークが指定管理者に決定し、社名を株式会社創生ななおに改称、商業スペースは2020年度中にリニューアルすることを七尾市は方針として示した。
2020年（令和2年）9月5日に、1階のほぼ全フロアに、能登地方初出店となるドン・キホーテを2021年春に開業させることを目指して七尾市と最終協議に入ったことを明かし、その後同年7月30日にオープンすることを発表。同日、ドン・キホーテ七尾店がオープンした。
2022年（令和4年）1月28日に、2階の全フロアに、能登地区では中能登町のアル・プラザ鹿島店に続く2店舗目となるニトリがオープンした。

## 施設構造
鉄骨鉄筋コンクリート造の地上7階地下1階建て。ミナ．クルとは連絡通路「あい・あいばし」で連結されている。
| パトリア | パトリア             | パトリア             | パトリア       | パトリア           | パトリア           | 連絡通路       |
| -------- | -------------------- | -------------------- | -------------- | ------------------ | ------------------ | -------------- |
| 7階      | 駐車場               | 駐車場               | 駐車場         |                    |                    |                |
| 6階      | 駐車場               | 駐車場               | 駐車場         |                    |                    |                |
| 5階      | 駐車場               | 駐車場               | フォーラム七尾 | 株式会社創生ななお | 株式会社創生ななお |                |
| 4階      | 駐車場               | 駐車場               | フォーラム七尾 | フォーラム七尾     | フォーラム七尾     |                |
| 3階      | 七尾市役所健康福祉部 | 七尾市社会福祉協議会 | 専門店         | 専門店             | 専門店             | あい・あいばし |
| 2階      | ニトリ               | ニトリ               | ニトリ         | ニトリ             | ニトリ             |                |
| 1階      | ドン・キホーテ       | ドン・キホーテ       | 専門店         | 駐輪場             |                    |                |

### 専門店
利用時間
8:30 - 21:00
（ドン・キホーテ七尾店は9:00 - 24:00、ニトリは9:00 - 22:00

1F
- ミスタードーナツ七尾店
- 金子花商園パトリア店
- 中山薬局パトリア店
- ドン・キホーテ[19]七尾店
- 里山里海キッチン（ABCクッキングスタジオが監修）[21][22]

2F
- ニトリパトリア七尾店

### 七尾市役所・社会福祉協議会
利用時間
8:30 - 17:15
3F
- 七尾市役所健康福祉部
  - 福祉課
  - 子育て支援課
  - 高齢者支援課
  - 保険課健康推進課

- 七尾市社会福祉協議会

5F
- 七尾市役所総務部
  - 企画財政課パトリア再生室

### フォーラム七尾[23]
利用時間
10:00 - 20:30
4-5F
- 多目的ホール（【大・中】全ホール）
- フィットネスルーム（シャワー・ロッカールーム）
- 健康サロン
- 会議室（2部屋）
- 和室（2部屋）
- 生活実習室
- 応接室

### 駐車場
利用時間
7:30 - 21:30
4-7F
528台

### 駐輪場[24]
利用時間
7:30 - 21:30
1F（一部屋外）
224台

## 周辺施設
- 七尾駅
- 七尾市役所
- 七尾郵便局
- ミナ.クル
- 石川県立七尾高等学校・石川県立七尾城北高等学校
- 七尾銀座通商店街・リボン通り商店街 →詳細はHPを参照　https://patria.co.jp/map/

## 交通アクセス
鉄道
- 七尾駅（JR七尾線・のと鉄道七尾線）徒歩1分未満。

バス
- 北鉄能登バス・コミュニティバス「七尾駅」バス停（七尾駅前バスターミナル）徒歩1分未満。
- 能登島交通「七尾駅」バス停（パトリア正面入口前に設置）徒歩1分未満。

自動車
- 能越自動車道七尾城山ICから約8分。
- 能越自動車道七尾ICから約10分。
- 七尾田鶴浜バイパス小島西部交差点から5分。 →詳細はHPを参照　https://patria.co.jp/access/

## ギャラリー
- パトリア建物外壁の変遷

- ユニー入居時代（2007年撮影）
- ピアゴに改名（2011年撮影）
- ピアゴ撤退後（2019年撮影）